# ماریا النا والش
ماریا النا والش (اسپانیایی: Maria Elena Walsh‎؛ زاده ۱ فوریه ۱۹۳۰–درگذشته ۱۰ ژانویه ۲۰۱۱) شاعر، رمان‌نویس، موسیقیدان، نویسنده و آهنگساز اهل آرژانتین بود. او بیشتر به خاطر ترانه‌ها و کتاب‌هایش برای کودکان مشهور و شناخته شده‌است.

## زندگی
ماریا النا والش در راموس مخیا در استان بوئنوس آیرس به دنیا آمد. پدر که کارگر راه‌آهن بود تباری ایرلندی داشت و گاه پیانو می‌زد و مادر آرژانتینی ریشه‌اش به اندلس می‌رسید. در دوران بچگی در خانه‌ای بزرگ و محیطی فرهنگی پرورش یافت.
والش ۱۵ ساله بود که تعدادی از اشعارش در مجلات و روزنامه‌های آرژانتین چاپ شد. در سال ۱۹۴۷ و پیش از اتمام دوره دبیرستان او اولین کتابش که مجموعه‌ای از اشعارش بود را منتشر کرد که با استقبال منتقدان و نویسندگان آرژانتینی روبرو شد.
ماریا النا پس از فارغ‌التحصیلی در سال ۱۹۴۸ به آمریکای شمالی سفر کرد و پس از آن عازم اروپا شد. به مدت ۴ سال در پاریس اقامت کرد و طی این مدت به اجرای کنسرتهایی در زمینه موسیقی فولکلوریک آرژانتین پرداخت.

والش در سال ۱۹۵۶ به آرژانتین بازگشت و از سال ۱۹۵۸ به بعد او تعداد زیادی متن تلویزیونی، نمایشنامه، شعر، ترانه و داستان نوشت. او هم‌چنین در زمینه موسیقی نیز خواننده و آهنگساز موفقی بود. 

## نگارخانه

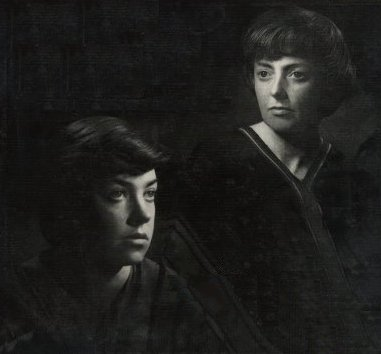
ماریا النا والش و لدا والادارس، سال ۱۹۶۰
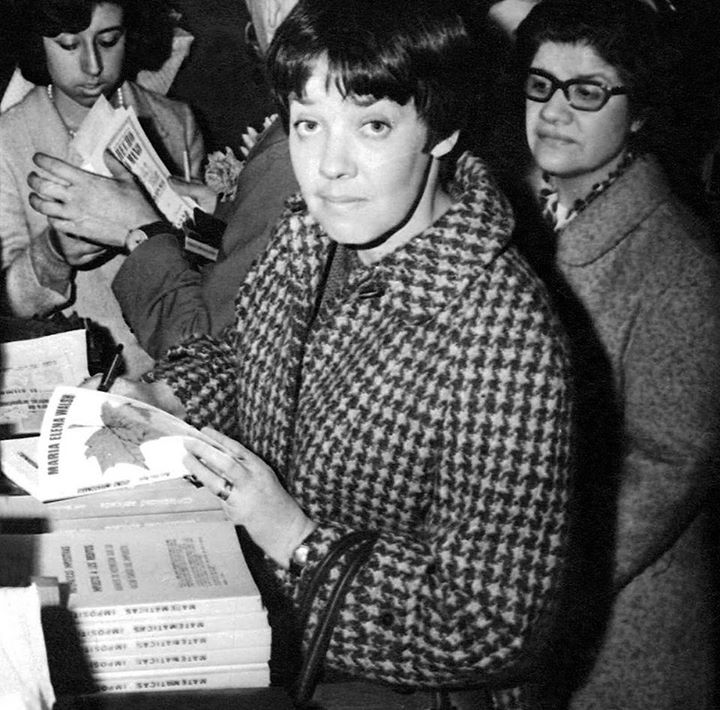
والش کتابهایش را برای خوانندگانش امضاء می‌کند، ۱۹۶۲
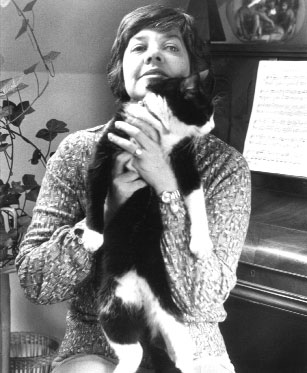
والش ۱۹۷۱
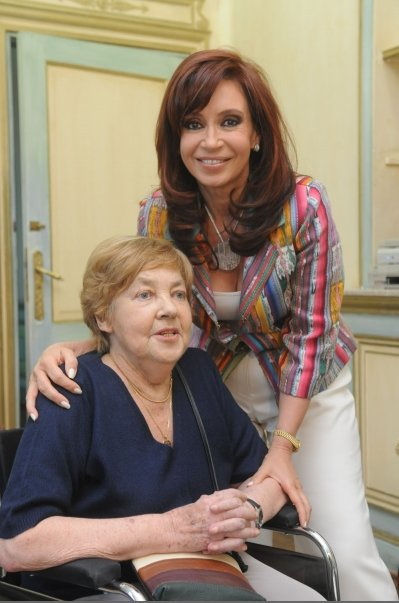
والش به همراه رئیس جمهور کریستینا فرناندز در سال ۲۰۰۸